# Hans Kurt
Hans Kurt Jensen, född 23 februari 1909 i Köpenhamn, död 19 oktober 1968 i Rågeleje, var en dansk operettsångare och skådespelare. Kurt har bland annat medverkat i En natt i Köpenhamn, Nøddebo Præstegård, Alla gå kring och förälska sig, Flyg med i det blå och Lilla helgonet.

## Filmografi i urval
- 1932 – En natt i Köpenhamn
- 1934 – Nøddebo Præstegård
- 1940 – Jeg har elsket og levet
- 1941 – Alla gå kring och förälska sig
- 1942 – Tordenskjold går i land
- 1944 – Teatertosset
- 1945 – Man älskar blott en gång
- 1951 – Flyg med i det blå
- 1954 – Himlen er blå
- 1956 – Vi som går stjernevejen
- 1956 – Vad vill ni ha?
- 1957 – Ingen tid til kærtegn
- 1957 – Amor i telefonen
- 1961 – Ung mans duell
- 1961 – Gøngehøvdingen
- 1963 – Lilla helgonet
- 1963 – Hvis lille pige er du?
- 1965 – Landmandsliv